# NGC 6583
NGC 6583 (również OCL 27 lub ESO 590-SC11) – gromada otwarta znajdująca się w gwiazdozbiorze Strzelca. Odkrył ją William Herschel 26 maja 1786 roku. Jest położona w odległości ok. 6,7 tys. lat świetlnych od Słońca.